# Послания Фредмана
«Послания Фредмана» (швед. Fredmans epistlar) — сборник стихов (текстов песен) шведского поэта Карла Микаэля Бельмана, опубликованный в 1790 году. В названии они пародируют новозаветные послания апостола Павла. В книгу вошли 82 «послания», включая уже получившие к тому моменту широкую известность. Предисловие написал известный тогда поэт Чельгрен.
«Послания Фредмана», как и другие книги Бельмана, имели большое и долговременное влияние на шведскую поэзию (в первую очередь на песенную традицию).